# Тесля, Павел Иванович
Павел Иванович Тесля (1914, с. Совет, Оренбургский уезд, Оренбургская губерния, Российская империя — 1983) — директор совхоза «Буртинский», Герой Социалистического Труда (1966).

## Биография
Родился в 1914 году в селе Совет (ныне — Акбулакский район Оренбургской области) в крестьянской семье.
Свою трудовую деятельность начал в овцесовхозе «Советский» Акбулакского района, затем стал продавцом сельмага и председателем рабкоопа.
В 1936 году был призван в Красную Армию, участвовал в боях на Халхин-Голе, являлся участником Советско-финской войны, где был ранен. В 1940 году вступил в ВКП(б). В 1942 году был замполитруком роты автоматчиков 28 отдельной стрелковой бригады 5-й Армии Западного фронта, затем в 1944—1945 годах был командиром комендантского взвода штаба 174 стрелковой дивизии 3-го Белорусского Фронта. Участвовал в освобождении Белоруссии, Польши, Чехословакии. Был снова ранен. Войну закончил в должности заместителя командира батальона.
В 1946 году демобилизовался из армии в звании старшего лейтенанта. В 1946 — февраль 1950 годах работал секретарём партийного бюро совхоза «Советский» Акбулакского района. В 1950—1976 годах — директор совхоза «Буртинский» Беляевского района. В 1976 году вышел на пенсию.
Многократно избирался членом Беляевского райкома партии, депутатом районного Совета народных депутатов, делегатом XXIII съезда КПСС в 1966 году.
Умер в 1983 году. Похоронен на Старом кладбище Оренбурга по улице Монтажников.

## Награды
За свои достижения был неоднократно награждён:
- орден Октябрьской Революции;
- 16.10.1942 — медаль «За отвагу» (СССР);
- медаль «За оборону Москвы»;
- 15.07.1944 — орден Красной Звезды;
- 09.02.1945 — орден Красной Звезды;
- орден «Знак Почёта»;
- 22.03.1966 — звание Герой Социалистического Труда с золотой медалью Серп и Молот и орден Ленина «за перевыполнение планов и проявленную при этом трудовую доблесть».